# ショウブ
ショウブ（菖蒲、学名: Acorus calamus）は、池、川などに生える多年生の草本で、単子葉植物の一種。APG体系ではショウブ目ショウブ科のショウブ属に属する。ユーラシア大陸から北米大陸の温帯から暖帯に広く分布し、日本を含めて東アジアのものは変種 A. calamus var. angustatusとされる。薬草、漢方薬としても用いられている。
葉の形が似ていて、＂ショウブ＂の名称が共通することから、ハナショウブと混同されることがあるが、本種は全く別の植物である。

## 名称
和名ショウブは、漢名の「菖蒲」に基づく。古くは、アヤメグサ（アヤメ草）またアヤメといって、日本最古の和歌集『万葉集』にも登場する。日本でショウブを「菖蒲」と漢字で書き表されるが、中国で正しくは白菖と書き、「菖蒲」については小型の近縁種である「セキショウ」のことを指す漢名になっている。
地方などにより別名を、オニゼキショウ（鬼石菖）、フキグサ（葺草）、カラムスコン、アヤメグサ、ソウブ、ノキアヤメ、ブルーフラッグ、カラムス、スイートフラッグなど、様々な呼び名がある。

## 分布・生育地
ユーラシア大陸に広く分布し、日本、朝鮮半島、中国、モンゴル、ロシアの極東・シベリア地域、マレーシア、インドシナ、インド、スリランカ、ヒマラヤのほか、北アメリカまで、北半球の暖帯から温帯に広く帰化する。日本では北海道から九州までの水辺に自生する。日本を含めて東アジアのものは変種 A. calamus var. angustatusとされる。池や溝のそばで群生する。
北米大陸にも分布するとされていたが、現在では A. americanus として独立種に昇格している。

## 特徴
水辺に群生し、草丈は50 - 100センチメートル (cm) になり、全体に芳香がある。
根茎はよく枝分かれして湿地の泥の中を長く横に這い、径10 - 15ミリメートル (mm) 、節から多数のひげ根が出る。地中の根茎の先端から地上へ多数の葉をのばす。葉は明るい緑色で、幅は10 - 20 mm。葉の形はハナショウブに似ており、左右から扁平（へんぺい）で中央脈が高く目立ち、葉先が鋭くとがって、剣のような形をしており、基部は左右に抱き合うように2列に並ぶ。
花期は初夏の5 - 7月頃で、葉のように見える花茎の先に、目立たない黄緑色の棒のような円柱状の肉穂花序が斜め上に出て、細花が一面につき下から咲く。根本の葉の間から延びる花茎は葉と同じ形をしており、肉穂花序の基部には苞が1枚つき、長さは5 cmぐらい、葉よりも短く低い位置に花をつけるので、葉の途中から斜めに穂が出たような姿になる。苞の長さは20 - 40 cm、幅は5 - 8 mmある。両性花で、花被片は6個で、倒狭卵形、淡黄緑色をしており、長さは約2 mm。花は小さいため、見た目は花らしくない姿をしている。雄しべは6個で、花被片とほぼ同じ長さの1 - 2 mm、開花時に黄色い葯のみ突き出て、花糸は白色をしている。雌しべは1個で、やや六角形で花被片よりも長く、長さは約2 mmある。
中国では果実が知られていて、大きさ1.2 - 2.5 mmの長楕円形の液果をつける。日本産のものは3倍体であるため果実はみられない。染色体は変異があり2倍体、3倍体、4倍体、異数体がある。

## 利用

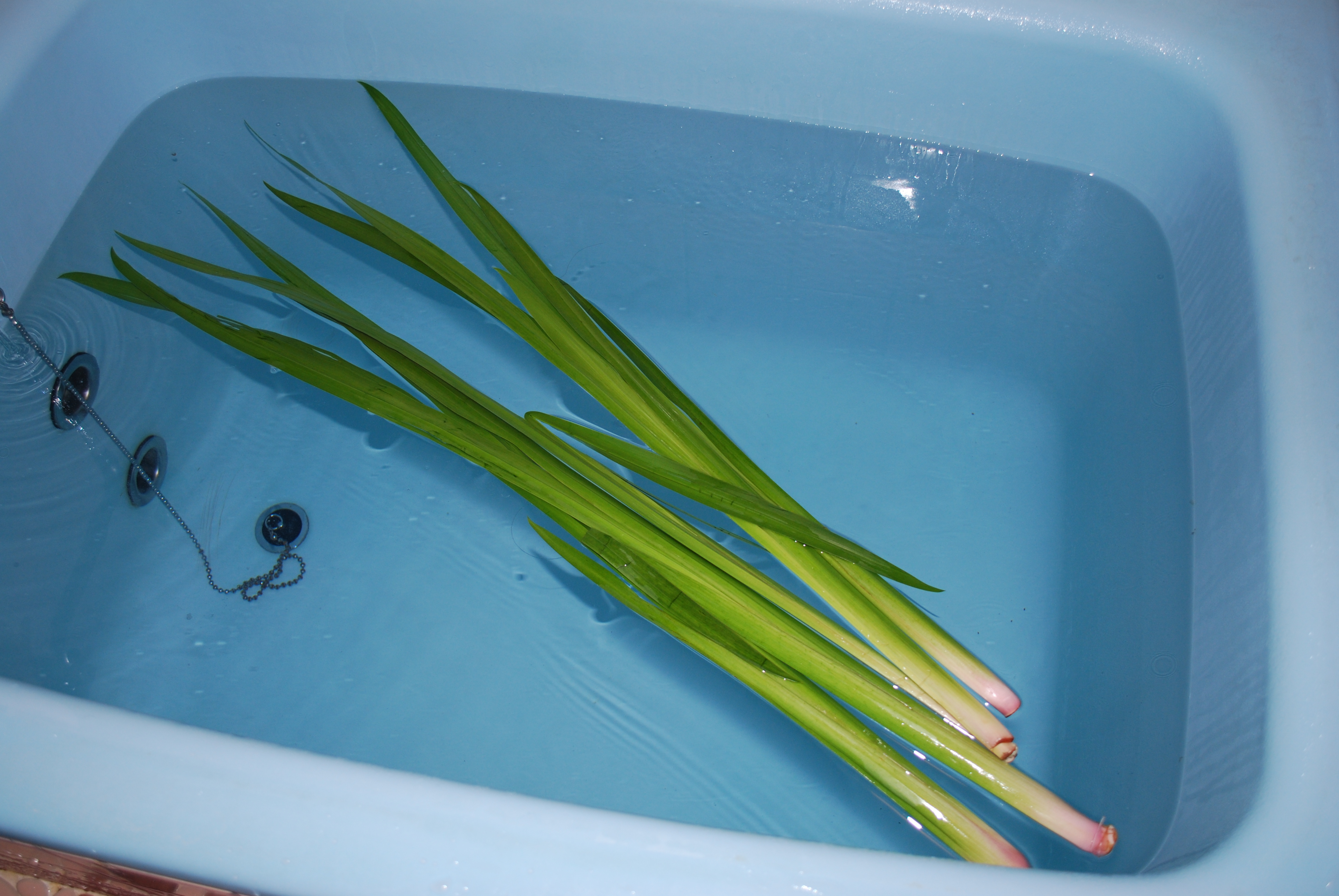
菖蒲湯

茎葉の全体から芳香があり、端午の節句にショウブ湯として用いられてきた。
中国では古来より、ショウブの形が刀に似ていること、邪気を祓うような爽やかな香りを持つことから、男子にとって縁起の良い植物とされ、家屋の外壁から張り出した軒（のき）に吊るしたり、枕の下に置いて寝たりしていた。日本でも、奈良時代の聖武天皇の頃より端午の節句に使われ始め、武士が台頭してからは「しょうぶ」の音に通じるので「尚武」という字が当てられるようになり（勝負にも通じる）、軒先に魔除けとして吊るしたり、風呂に入れる習慣が伝えられてきた。
古代エジプト人になじみの植物で、治療薬や媚薬として利用されていた。
今日その精油は、一部のお茶や、アルトファーター、ベネディクティン、カンパリ、ジン、ベルモット、緑(ヴェール)と黄(ジョーヌ)のシャルトリューズなどのリキュールに配合されている。

### 薬用
根茎が生薬になり、白菖、菖蒲根（しょうぶこん）、カラムスコンと呼んでいる。薬効は鎮静、健胃で、漢方薬にも用いられる。ただし、妊婦に対する使用は禁忌とされている。2倍体の品種の根茎にはアサロンを含有せず、その安全性評価はクラスAであるが、3倍体および4倍体の品種（アジアおよびヨーロッパの種）の根茎ではアサロンを含有することから、クラスCもしくはクラスFとされており、薬物としての安全性が劣る。
民間では、古来より菖蒲湯として用いられており、薬用効果を高めるために、芳香のある生の根茎や葉を大まかに刻んで布袋に入れて煮出したものが風呂に入れられる。浴用の効果は、血液循環促進、冷え性、肩こり、疲労痛に効能があるとされる。また、乾燥した根茎を適量の水で煎じて、煮汁とともに薬草に入れられて、煎じ汁、ティンクチャーなどが食欲不振や消化不良にも用いられることもあった。しかし、苦味芳香性の健胃薬の効果があるものの、特殊な不快味があるうえ、悪心、吐気感を催してしまうことがあるため内服には使われない。

## 近縁種
近縁のセキショウ（石菖）は、ショウブの半分ほどの葉の長さ30 - 50 cmと、やや小柄な深緑色の草で、ショウブのように中脈は目立たず、渓流沿いに生える。根茎は、昔から薬草として珍重されており、鎮痛、鎮静、健胃薬にされ、神経痛や痛風の治療にも使用した。蒸し風呂（湿式サウナ）では、床に敷いて高温で蒸す状態にしてテルペン（鎮痛効果がある）を成分とする芳香を放出させ、皮膚や呼吸器から体内に吸収するようにして利用する。